# ساعة الأرض

حديقة النباتات في كوريتيبا، في كوريتيبا، بارانا، وجنوب البرازيل 2010.

ساعة الأرض (بالإنجليزية: Earth Hour) هي حدثٌ عالمي سَنوي من تَنظيم الصندوق العالمي للطبيعة يشجع الأفراد والمجتَمعات ومُلّاك المنازل والشَرِكات على إطفاء الأضواء والأجهزة الإلكترونية غير الضرورية لمدة ساعةٍ واحدة من الساعة 8:30 حتّى 9:30 -في توقيت الدولة المحليّ- في أحد أيّام السبت في شهر مارس، وذلك لرفع الوعي بخطر التغير المناخي. وكانت مدينَة سيدني الأسترالية هي أول من بدأت بهذه الحملة في عام 2007، ومنذ ذلك الحين، نمى هذا العدد ليُصبِح أكثر من 7000 مدينة وقرية حول العالم.
ساعة الأرض تُقام في آخر يوم سبت من أيام شهر مارس/ آذار كل عام، وذلك من الساعة 8:30 حتّى 9:30 بالتوقيت المحليّ للدول المُشارِكة.

## الأهداف
يهدف القائمون على مبادرة ساعة الأرض إلى تشجيع الأفراد والمؤسسات إلى اتخاذ مبادرات لترشيد استهلاك الكهرباء والماء يومياً ومحاربة التلوث، والإسهام في عمليات إعادة التدوير وترشيد الاستهلاك بصفة عامة.
ويقترح الصندوق العالمي للطبيعة على الأفراد والمنظمات والشركات والمدارس والجامعات وغيرها جملة من التدابير للمشاركة في ساعة الأرض، وعلى رأسها إطفاء الأضواء غير الضرورية لمدة ساعة، ونشر الوعي بهذه المناسبة وبالحفاظ على البيئة عبر منصات التواصل الاجتماعي.
كما يدعو الصندوق المؤسسات والشركات إلى إطفاء الأضواء غير الضرورية في مبانيها، وتوعية موظفيها بشأن التغير المناخي عبر أنشطة بهذه المناسبة، واتباع خطوات دائمة للطاقة المستدامة في أماكن العمل وغير ذلك.
ومن بين أبرز مرامي الاحتفال بساعة الأرض نقل التحرك العالمي لمواجهة التغير المناخي الذي يهدد كوكب الأرض من قاعات المؤتمرات إلى غرف المعيشة.

## تاريخ الحملة
بدأت حملة ساعة الأرض من مدينة سيدني الأسترالية عام 2007 فاستخدمت المطاعم شموعاً للإضاءة وأطفئت الأنوار في المنازل والمباني البارزة بما فيها دار الأوبرا وجسر هاربور وبعد نجاح الحملة ومشاركة 2.2 مليون شخص من سكان سيدني انضمت 400 مدينة لساعة الأرض 2008 منها أتلانتا وسان فرانسيسكو وبانكوك وأوتاوا ودبلن وفانكوفر وفينكس وكوبنهاغن ومانيلا وسوفا (عاصمة فيجي) وشيكاغو وتل أبيب وتورنتو وأيضا مدن أسترالية مثل ملبورن وبيرث وبريزبان والعاصمة كانبيرا. وكانت مدينة دبي هي المدينة المشاركة الأولى عربياً عام 2009 تبعتها الرياض عام 2010 وأطفئت أضواء بعض المباني البارزة مثل جسر جولدن جيت في سان فرانسيسكو وبرج سيرز في شيكاغو وملعب سولجر فيلد لكرة القدم وأيضا برج سي إن في تورنتو وبرج العرب في دبي وبرجي المملكة والفيصلية في الرياض.

### 2014
أقيمت ساعة الأرض 2014 يوم السبت 29 مارس خلال نفس الساعة 8:30 إلى 9:30 مساءً. الجدول الزمني المحلي. وقد تم إطلاق ساعة الأرض الزرقاء (Earth Hour Blue) كمنصة عالمية للتمويل الجماعي والتعهيد الجماعي لكوكب الأرض. «الأمر كله يتعلق بالجهود الجماعية للأفراد حول العالم الذين يجتمعون معًا للمساعدة في تمويل أو إضافة صوتهم لدعم المشاريع البيئية والاجتماعية على أرض الواقع التي تحقق نتائج حقيقية.»
سلط تقرير ساعة الأرض لعام 2014 الضوء على مجموعة واسعة من النتائج البيئية التي حققتها الحركة عبر 162 دولة ومنطقة حول العالم. وجمع أكثر من 60.000 دولار أمريكي على منصة ساعة الأرض الزرقاء للمشاريع البيئية الشعبية التي يديرها الصندوق العالمي للطبيعة (WWF). وشهدت الحركة أيضًا حملات للمساعدة في حماية الحاجز المرجاني العظيم في أستراليا، وإطلاق تطبيق بلو سكاي في الصين، وتسليم الآلاف من المواقد الخشبية ذات الكفاءة العالية إلى المجتمعات في مدغشقر.

### 2015
أقيمت ساعة الأرض سنة 2015 في يوم السبت 28 مارس، مرة أخرى بين الساعة 8:30 والساعة 9:30 مساءً. حسب الوقت المحلي. وقد كان شعار الحملة العالمية هو «تغيير تغير المناخ»، والعودة إلى التركيز الأصلي للحركة لبدء عمل المواطنين بشأن ظاهرة الاحتباس الحراري. وقبل يوم واحد من الحدث، أكدت أكثر من 170 دولة وإقليم مشاركتها، مع أكثر من 1200 معلم وما يقرب من 40 موقعًا للتراث العالمي لليونسكو معدة للإيقاف.
وللعام الثاني على التوالي، تهدف ساعة الأرض الزرقاء (Earth Hour Blue) إلى جمع الأموال للمشاريع التي تركز على المناخ التي ينظمها WWF على منصة للتمويل الجماعي. ففي هذا العام تشمل مشاريع التمويل الجماعي توزيع الضوء الشمسي في الفلبين والهند، ومشاريع قائمة على الحياة البرية من كولومبيا وأوغندا وإندونيسيا.
يشارك سكان جزيرة تسمى سيبويان في الفلبين بشكل فريد في نشاط ساعة الأرض لهذه السنة، والذين أشعلوا أضواءهم لرفع رسالة استخدام الطاقة المتجددة. حيث مصدر الكهرباء في الجزيرة هو محطة طاقة مائية صغيرة.

### 2016
كانت ساعة الأرض سنة 2016 في يوم السبت 19 مارس من الساعة 8:30 مساءً وحتى 9:30 مساءً خلال التوقيت المحلي للمشاركين. وتغير موعدهُ أيضًا لتجنب التزامن مع يوم السبت المسيحي المقدس، الذي يصادف يوم 26 مارس من ذلك العام. وقد كانت الذكرى السنوية العاشرة لبدء الحملة في سيدني في أستراليا. وألغت أوسترسوند في السويد حدث 2016 بعد سلسلة من الهجمات الجنسية، وسلطت الضوء على السلامة كموضوع للنقاش عند توفير الموارد. وتقريبًا جميع دول العالم راقبت ساعة الأرض.

### 2017
وقعت ساعة الأرض يوم السبت 25 مارس.

### 2018
أقيمت ساعة الأرض 2018 في 24 مارس، من الساعة 8:30 مساءً وحتى 9:30 مساءً في وقت المشاركين المحلي، لتجنب تزامنه مع السبت المقدس المسيحي الذي يصادف يوم 31 مارس.

### 2019
أقيمت ساعة الأرض 2019 يوم 30 مارس من الساعة 8:30 مساءً وحتى 9:30 مساءً. وقد شارك ما مجموعه 188 دولة في ساعة الأرض 2019. وعينت ملكة جمال الأرض 2018 نغوين فونج خانه من فيتنام كسفير لساعة الأرض لتنفيذ العديد من أنشطة حماية البيئة. وبصفتها سفيرة، حثت فونج خانه الجميع على إطفاء الأضواء والمعدات غير الضرورية طواعية لمدة ساعة، مما يساهم في نشر رسالة «وفر الطاقة، واحفظ الأرض - توفير الطاقة، وحماية الأرض».

### 2020
أقيمت ساعة الأرض سنة 2020 يوم السبت 28 مارس، من الساعة 8:30 مساءً إلى 9:30 مساءً بالتوقيت المحلي، وشغلت رقميًا بسبب الأزمة الصحية العالمية كوفيد -19. واجتمعت 190 دولة وإقليم لدعم هذه الحركة وقليل من الشخصيات العامة العديدة مثل الأمين العام للأمم المتحدة أنطونيو غوتيريس، والبابا فرانسيس، والناشطة البيئية غريتا ثونبرغ، ورئيس الوزراء الكندي جاستن ترودو، ونجم السينما الهندية أميتاب باتشان، وسفيرة الأمم المتحدة للبيئة للنوايا الحسنة ديا ميرزا كما شارك كل من العازفة الكينية نيكيتا كيرينغ وعارضة الأزياء الكولومبية كلوديا باهامون والمغني البريطاني كات ستيفنز في ساعة الأرض سنة 2020.

## معرض الصور

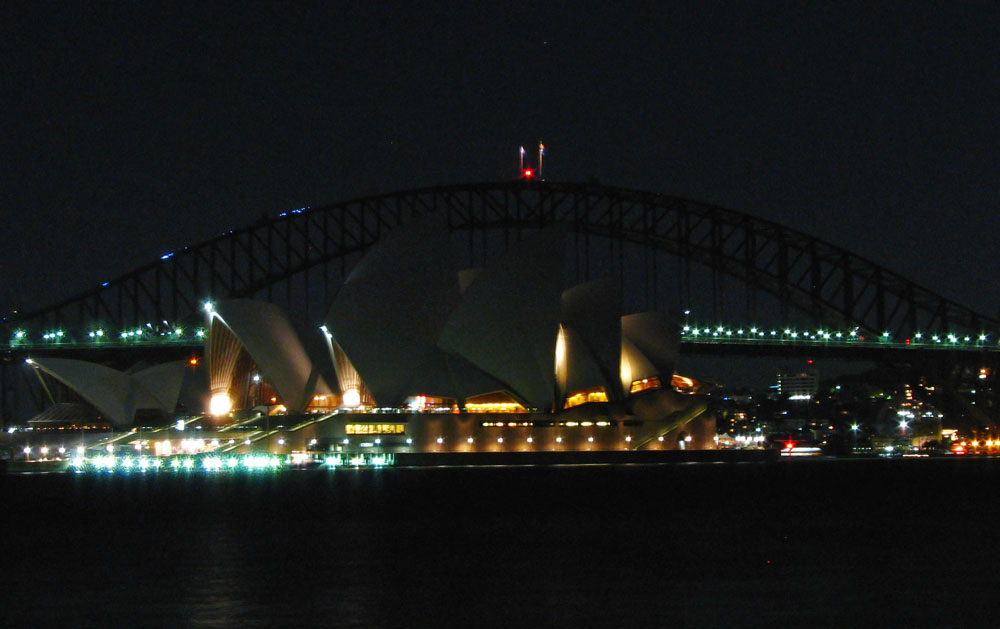
مدينة سيدني - دار الأوبرا وجسر خليج سيدني 2007
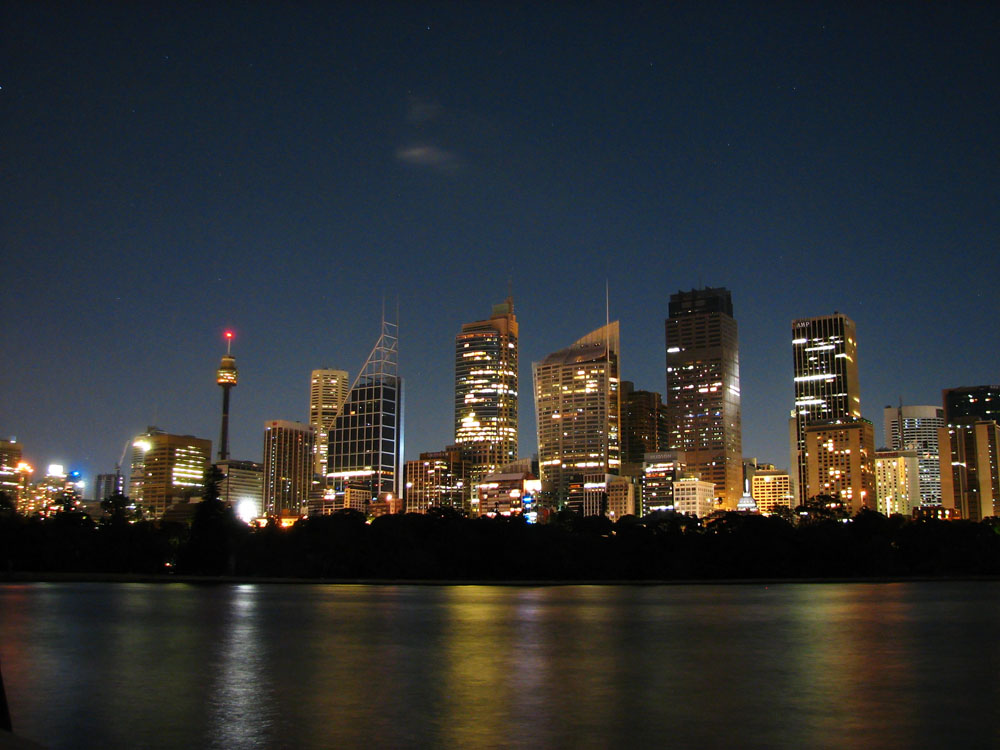
العديد من مباني مدينة سيدني قد شاركوا في الحملة 2007
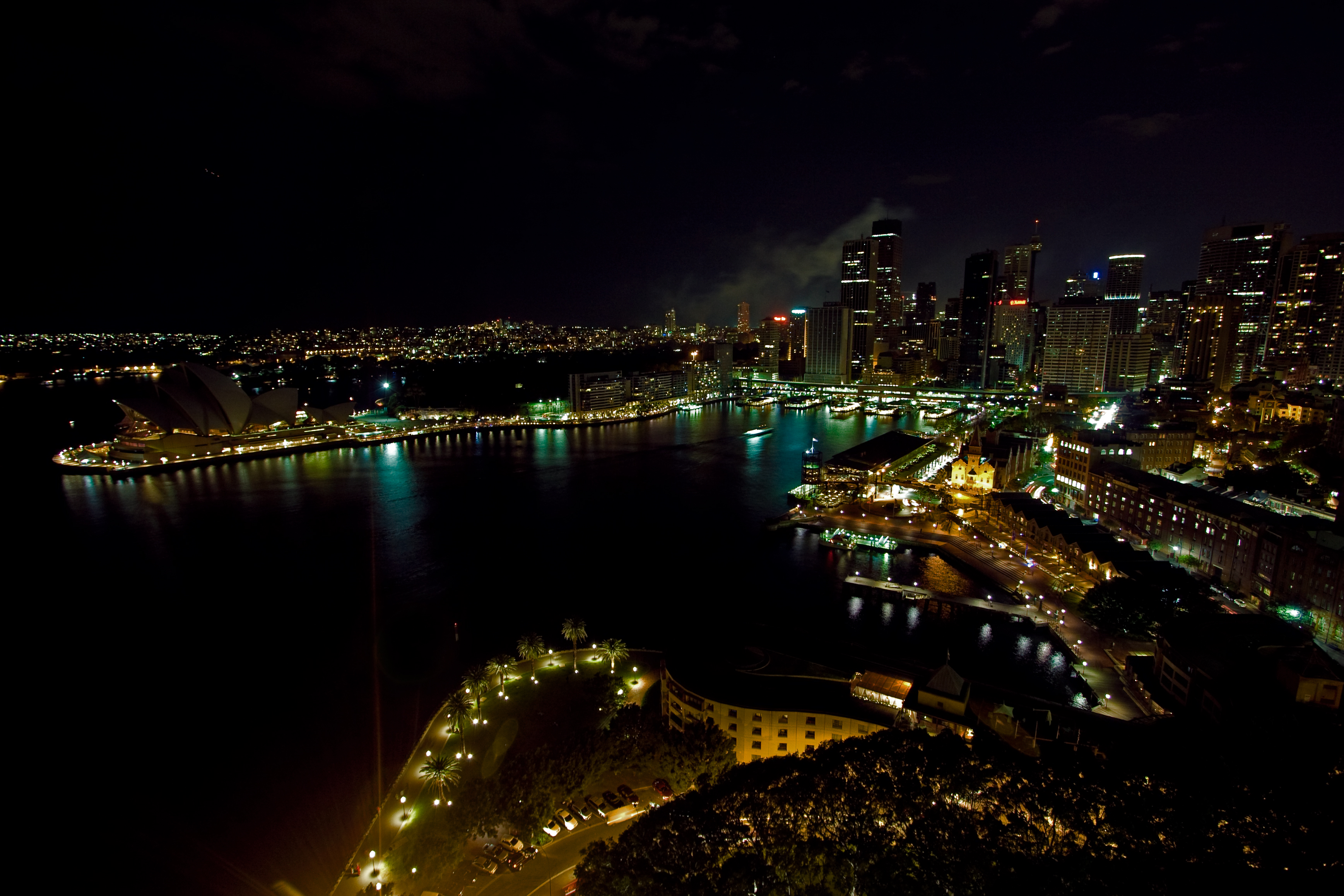
منظر لسيدني خلال ساعة الأرض 2008
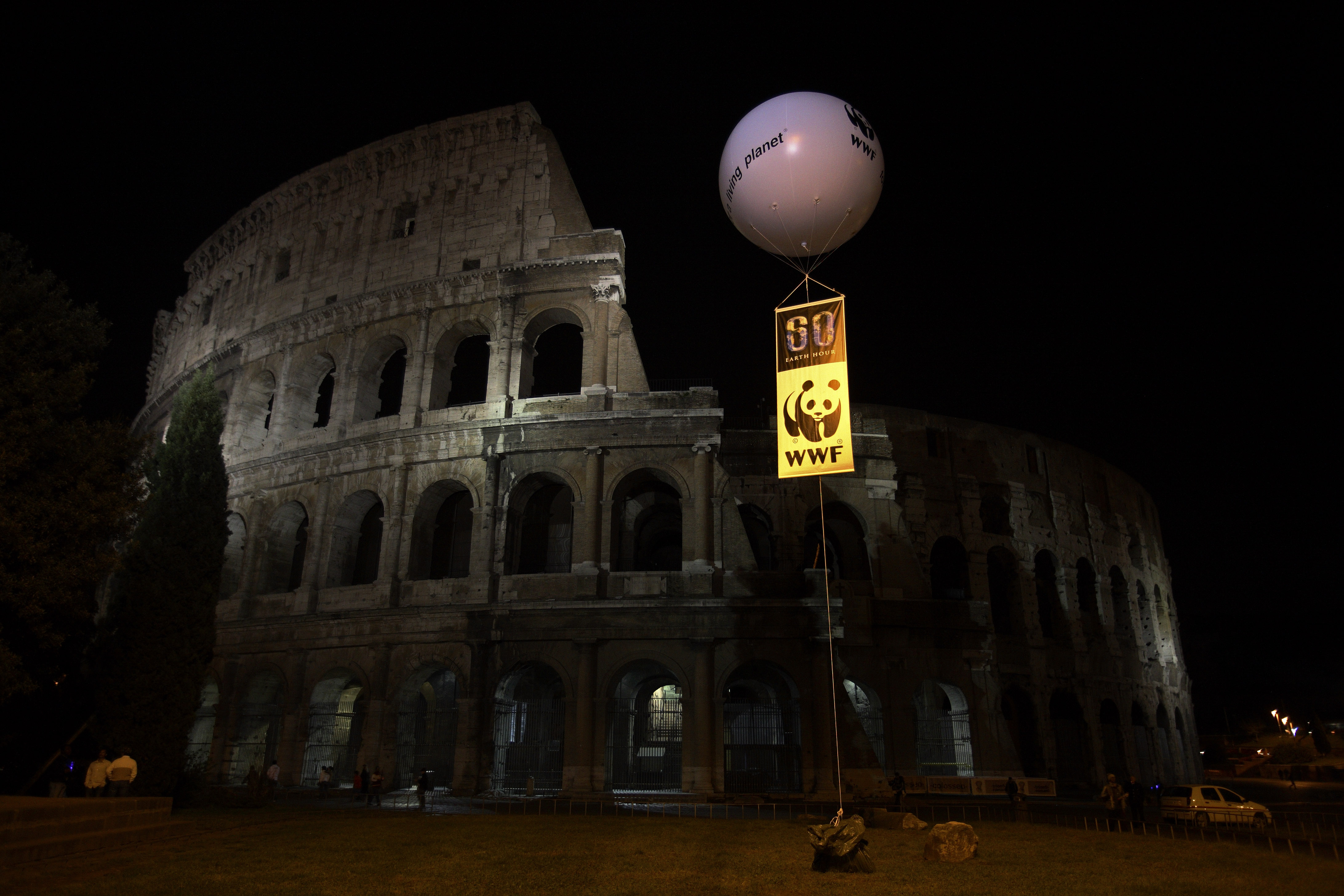
الكولوسيوم في روما عام 2008
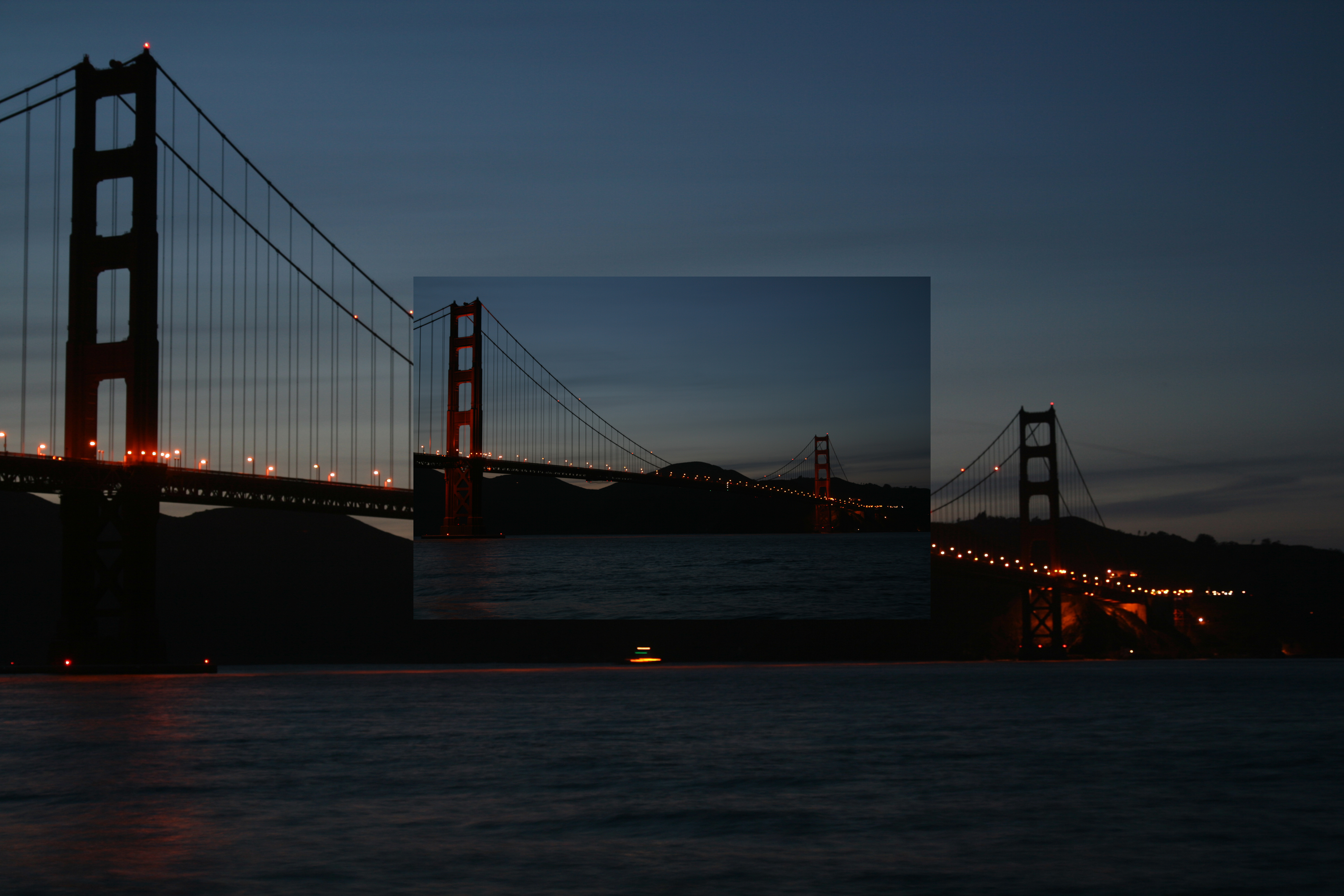
جسر البوابة الذهبية في سان فرانسيسكو الأمريكية خلال الحملة 2008
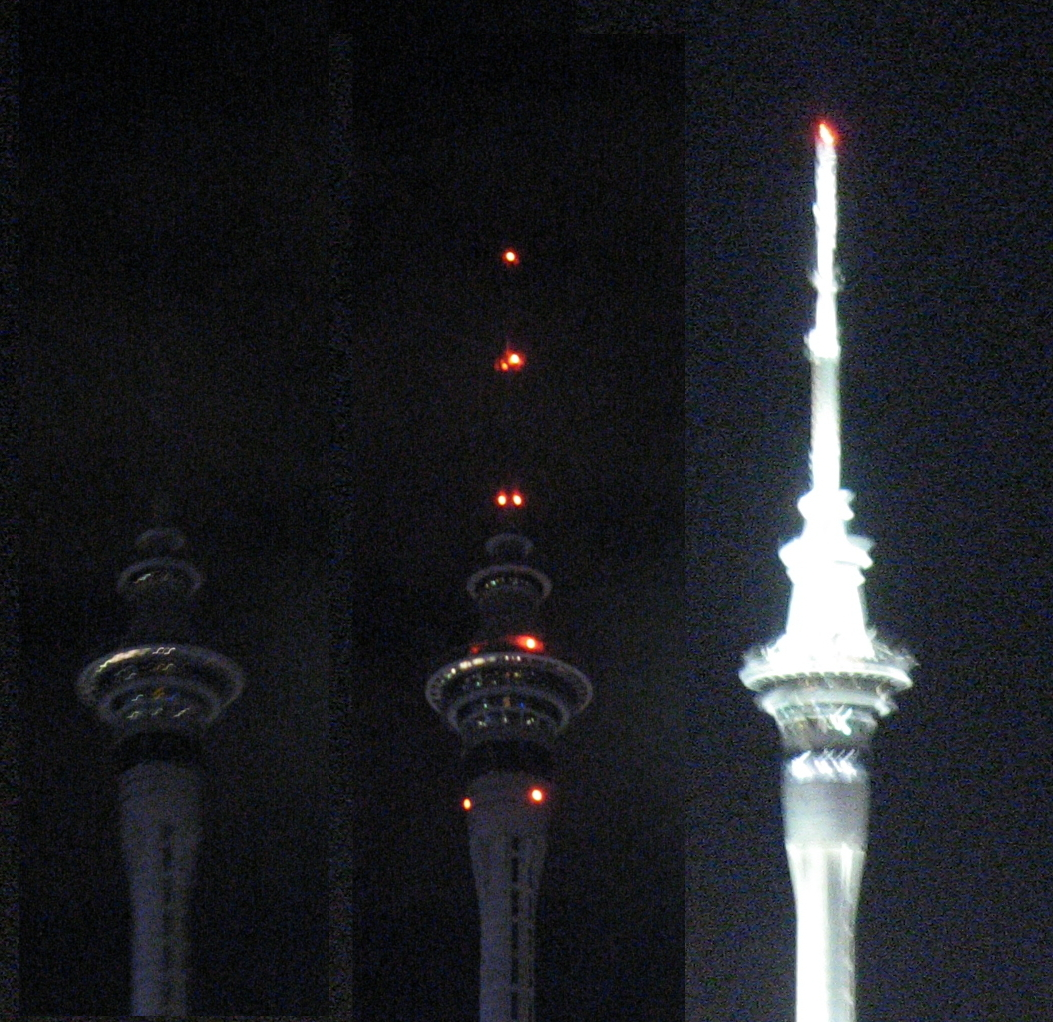
مبنى سكاي تاور في أوكلاند عاصمة نيوزيلندا

## المشاركون في ساعة الأرض لعام 2008

### المدن المشاركة
المدن التالية شاركت في ساعة الأرض لعام 2008.
| آسيا - بانكوك، تايلاند - مانيلا، الفلبين - تل أبيب، إسرائيل |  | أوروبا - آلبورغ، الدنمارك - آرهوس، Denmark - كوبنهاغن، Denmark - أودنسه، Denmark |  | أمريكا الشمالية - أتلانتا (جورجيا)، الولايات المتحدة - شيكاغو، U.S. - مونتريال، Canada - أوتاوا، Canada - فينيكس (أريزونا), U.S. - سان فرانسيسكو، U.S. - Toronto, Canada - فانكوفر، Canada |  | أوقيانوسيا - أديليد، أستراليا - بريزبن، Australia - كانبرا، Australia - كرايستشرش، نيوزيلندا - داروين (الإقليم الشمالي), Australia - هوبارت، Australia - ملبورن، Australia - برث، Australia - سوفا، فيجي - سيدني، Australia |  | أمريكا الجنوبية - بوغوتا، كولومبيا - سانتا كروز دي لا سييرا، بوليفيا |

### المدن الداعمة
المدن والمناطق الأخرى التي دعمت الحملة لعام 2008 هي:
| أفريقيا - كيب تاون، South Africa - لوساكا، Zambia - بريتوريا، South Africa آسيا - أحمد آباد، الهند - بنغالور، India - بيروت، Lebanon - شانديغار، India - الرياض، Saudi Arabia - جدة، Saudi Arabia - الدمام، Saudi Arabia - إمارة دبي، الإمارات العربية المتحدة - هانغتشو، الصين - خفي، الصين - هونغ كونغ، الصين - جاكرتا، إندونيسيا - كراتشي، Pakistan - كوالالمبور، ماليزيا - مدينة الكويت، Kuwait - لاهور، Pakistan - نيودلهي، India - باراناك، الفلبين - باساي، الفلبين - ماكاتي، الفلبين - مدينة زامبوانجا، الفلبين - داغوبان، الفلبين (earlier report) - بونه، India - بيونغيانغ، كوريا الشمالية - سول، كوريا الجنوبية - شانغهاي، الصين - شنجن (الصين)، الصين - سنغافورة، Singapore - تيانجين، الصين - كفار سابا، إسرائيل |  | أوروبا - أجانيطس، اليونان - نيقوسيا، قبرص - بايا ماري، رومانيا - برمنغهام (إنجلترا), UK - برايتون، UK - بودابست، المجر - كانتربيري، UK - كارديف، UK - إسكس، UK - إكزتر، UK - جنيف، سويسرا - لندن، المملكة المتحدة - ليمريك، جمهورية أيرلندا - غالواي، جمهورية أيرلندا - دبلن، جزيرة أيرلندا - لوغوج، رومانيا - كيشيناو، مولدوفا - أوربرو، السويد - باريس، فرنسا - بيتش (المجر)، المجر - بونتا ديلغادا، الأزور - سانت جوليان، مالطا - بوزنان، بولندا - روما، إيطاليا - Sighetu Marmaţiei، رومانيا - صوفيا، بلغاريا - ساوثهامبتون، UK - تيميشوارا، Romania - تروندهايم، النرويج - البندقية، إيطاليا - وارسو، Poland - وستر، إنجلترا |  | أمريكا الشمالية - Province of ألبرتا، Canada - كالغاري، ألبرتا، Canada - مقاطعة أرلنغتون (فيرجينيا), United States - اسبيري بارك, United States - برادلي بيتش, United States - بريسباني (كاليفورنيا), United States - Province of كولومبيا البريطانية، Canada - تشارلوت (كارولاينا الشمالية), United States - كولومبيا (ميزوري), United States - كونكورد (ماساتشوستس), United States - دنفر (كولورادو), United States - فالموث (ماساتشوستس), United States - غلانديل (أريزونا), United States - هاميلتون (جزر برمودا), Bermuda - Harmony, United States - هايلاند بارك، United States - Homer Glen, Illinois, United States - هونولولو، United States - لنكن (توضيح)، نبراسكا، United States - لا غرانغ، United States - Province of مانيتوبا، Canada - مارثا فينيارد, United States - ماتاوان, United States - مدينة مكسيكو، Mexico - ميامي، United States - ميلبراي (كاليفورنيا) - منيابولس، مينيسوتا، الولايات المتحدة - مونتجومري, United States - Province of نيو برونزويك، Canada - Province of نيوفاوندلاند واللابرادور، Canada - نورمان (أوكلاهوما), United States - نورثهامبتون، United States - الأقاليم الشمالية الغربية، Canada - Province of نوفا سكوشا، كندا - Territory of نونافوت، Canada - أوشن, United States - Province of أونتاريو، Canada - أوبيليكا، United States - Province of جزيرة الأمير إدوارد، Canada - Province of كيبك، Canada - روزويل (جورجيا), United States - سان كليمينتي (كاليفورنيا), United States - سان خوان (بورتوريكو)، بورتوريكو - Province of ساسكاتشوان، Canada - Territory of يوكون (إقليم), Canada |  | أوقيانوسيا - أوكلاند، نيوزيلندا - ويلينغتون، نيوزيلندا - كرايستشرش، نيوزيلندا - تاوبو ‏, نيوزيلندا - دنيدن، نيوزيلندا - روتوروا، نيوزيلندا - تاورانجا، نيوزيلندا - نيلسون (مدينة)، نيوزيلندا - جزيرة واهيكي ‏, نيوزيلندا - وهانجاري, نيوزيلندا - بابيتي، تاهيتي أمريكا الجنوبية - بوينس آيرس، الأرجنتين - بليز سيتي، بليز - كوريتيبا، البرازيل - كاراكاس، فنزويلا - مدينة غواتيمالا، غواتيمالا - مونتيفيديو، الأوروغواي - ساو باولو، البرازيل - سانتياغو، تشيلي - كيتو، الإكوادور |

### الجامعات الداعمة
- جامعة نوتر دام South Bend, Indiana
- معهد روشيستر للتكنولوجيا Rochester, New York
- معهد إلينوي للتقنية Chicago, Illinois
- جامعة تورنتو Toronto, Ontario
- جامعة كولومبيا البريطانية Vancouver, British Columbia
- جامعة واترلو Waterloo, Ontario
- جامعة ويلفريد لورييه Waterloo, Ontario
- Western Mindanao State University Zamboanga City, Philippines
- جامعة كيرتن Perth, Western Australia
- كلية دبلن الجامعية، Dublin, Ireland
- جامعة كوينزلاند Brisbane, Queensland
- جامعة كوينزلاند للتقنية Brisbane, Queensland
- جامعة 6 اكتوبر Egypt, Cairo

}}
https://m.youtube.com/watch?v=1wcgrYhiwr0&feature=youtu.be

## المنظمات التي تدعم ساعة الأرض
دعمت ساعة الأرض في جميع أنحاء العالم من قبل اليونسكو، برنامج الأمم المتحدة للبيئة، الاتحاد الدولي لنقابات العمال، وودلاند، مجموعة سي بي آر إي، دوري الهوكي الوطني، الفيفا، الاتحاد الأوروبي لكرة القدم، هيلتون العالمية، فتيات الكشافة الأمريكية، المنظمة العالمية للحركة الكشفية، شركة هونغ كونغ وشنغهاي للخدمات المصرفية، الرابطة العالمية للمرشدات وفتيات الكشافة، فيليبس، ايكيا، ذي بودي شوب، بنك إنج فيسيا (ING Vysya)، والمزيد.

## قياس الانخفاض في استخدام الكهرباء
تذكر صفحة الأسئلة الشائعة حول ساعة الأرض العالمية ما يلي:
جمعت دراسة نشرت عام 2014 في مجلة أبحاث الطاقة والعلوم الاجتماعية 274 قياسًا للتغيرات الملحوظة في الطلب على الكهرباء بسبب ساعة الأرض في 10 دول، على مدى 6 سنوات، ووجدت أن الأحداث خفضت استهلاك الكهرباء بمعدل 4٪. وأشارت الدراسة إلى التحدي السياسي المتمثل في تحويل توفير الطاقة قصير المدى لساعة الأرض إلى إجراءات طويلة الأجل، بما في ذلك التغييرات المستمرة في السلوك والاستثمار.

## الانتقاد
كتب بيورن لومبورغ، مؤلف كتاب البيئي المرتاب (The Skeptical Environmentalist): «من الضروري جعل الطاقة الشمسية وغيرها من التقنيات الجديدة أرخص من الوقود الأحفوري بسرعة؛ حتى نتمكن من إيقاف تشغيل مصادر الطاقة الكربونية لفترة أطول من ساعة واحدة والحفاظ على تشغيل الكوكب... لقد منحنا الوقود الأحفوري حرفياً نوعاً من التنوير، من خلال إضاءة عالمنا ومنحنا الحماية من غضب العناصر. ومن المفارقات أن تعود الرمزية الخالصة اليوم إلى عصر أكثر قتامة». أشار لومبورغ أيضًا إلى عامل الشعور بالرضا الذي تخلقه ساعة الأرض، مشيرًا إلى أنه «حدث غير فعال يُشعر بالسعادة» يجعل الناس يشعرون أنهم يفعلون شيئًا من أجل البيئة، بينما في الواقع مقدار انبعاثات الكربون التي يتم تقليلها بمقدار ساعة الأرض هي ضئيلة.
وشملت الانتقادات الأخرى لساعة الأرض ما يلي:
- يشير بعض النقاد إلى أن الانخفاض في استهلاك الطاقة خلال ساعة الأرض نفسها غير مهم نسبيًا.[55] وساوت صحيفة هيرالد صن توفير الطاقة في منطقة الأعمال المركزية في سيدني بـ «أخذ 48613 سيارة من الطريق لمدة ساعة واحدة».[بحاجة لمصدر] وأشار كاتب العمود الأسترالي أندرو بولت إلى أن «القطع الصغير تافه جدًا - يساوي إخراج ست سيارات من الطريق لمدة عام».[56]
- انتقد آخرون من دعاة حماية البيئة تركيز ساعة الأرض على السلوك الفردي، بينما يُطلق عدد صغير من شركات الوقود الأحفوري الغالبية العظمى من انبعاثات الكربون التي من صنع الإنسان.[57] فقد انتقد آدم ماكجيبون الذي يكتب في صحيفة الإندبندنت ساعة الأرض؛ لإطلاق سراح شركات الوقود الأحفوري والسياسيين من مسؤوليتهم عن التعامل مع تغير المناخ.[58]
- قالت صحيفة كريستيان ساينس مونيتور: إن معظم الشموع مصنوعة من البارافين، وهو هيدروكربون ثقيل مشتق من النفط الخام والوقود الأحفوري، وذلك يعتمد على عدد الشموع التي يحرقها الشخص الواحد (هذا إذا استخدم المرء الشموع خلال ساعة الأرض)، وسواء كانوا يستخدمون مصابيح الفلورسنت المدمجة بالعادة أم لا، وماهية مصدر الطاقة المستخدم لإنتاج الكهرباء الخاصة بهم، ففي بعض الحالات سيؤدي استبدال المصابيح الكهربائية بالشموع إلى الزيادة بدلاً من الانخفاض في انبعاثات ثاني أكسيد الكربون.[59]
- في 29 مارس 2009 وبعد يوم واحد من ساعة الأرض 2009 نشرت الصحيفة اليومية دان تري (Dân Trí Daily News) افتتاحية تعرب عن القلق من أن العديد من الشباب اختاروا القيادة حول مدينة هانوي المظلمة من أجل المتعة. مستهلكين بذلك البترول بدلاً من الكهرباء ومما أدى إلى ازدحامات مرورية طويلة.[60]
- انتقد جورج مارشال من شبكة معلومات التوعية المناخية ساعة الأرض «للعبها في أيدي (منتقدي البيئة)»، لأن الظلام يرمز إلى الخوف والانحلال. «الحاجة الماسة في الوقت الحالي هي إلهام الناس العاديين برؤية لعالم أفضل، لجعلهم يشعرون أن العمل بشأن تغير المناخ أمر مرغوب فيه وإيجابي تمامًا... لا يمكن أن يكون الصدى الثقافي (لساعة الأرض) أسوأ مما هو عليه».[61]
- قدم معهد المشاريع التنافسية ساعة الإنجاز البشري كمعارضة للاحتفال بالتقدم البشري في مختلف مجالات الصناعة، بما في ذلك التكنولوجيا والطب والطاقة وغير ذلك. خلال هذه الساعة يقترح المعهد أن يحتفل الناس باستخدام التكنولوجيا الحديثة مثل الكهرباء والاتصالات والسباكة الداخلية.[62]
- في عام 2009 انتقد الخبير الاقتصادي روس ماكيتريك الفكرة قائلاً: «كانت الكهرباء الزهيدة والرخيصة هي أكبر مصدر لتحرر الإنسان في القرن العشرين. [...] العقلية برمتها حول ساعة الأرض تشوه الكهرباء.»[63]
- في مارس 2010 نقلت الديلي تلغراف عن روس هايمان رئيس العلاقات الإعلامية في الشبكة الوطنية البريطانية، قوله: «يمكن أن يؤدي ذلك إلى زيادة انبعاثات الكربون» بسبب المضاعفات المتعلقة بالتخفيض السريع لتوليد الكهرباء ثم رفعه.[64]
- في فبراير 2010 ظهر ريك جايلز رئيس ACT في الحرم الجامعي، جناح الشباب في حزب ACT في نيوزيلندا، في البرنامج التلفزيوني الصباحي «شروق الشمس» للتنديد بساعة الأرض واقترح بدلاً من ذلك الاحتفال بـ «ساعة أديسون». وجادل بأن ساعة الأرض هي قضية «مناهضة للتكنولوجيا»، وأن الناس سيستخدمون الشموع بدلاً من ذلك، وهو أمر غير مرغوب فيه لأنها تعتمد على البترول. وقال إنه إذا كنا نتجه نحو نوع من الكوارث، فمن المنطقي استخدام التكنولوجيا لمكافحة هذا.[65] ثم أعقب ريك «أعتقد أن حجتي قوية لدرجة أنه ليس من الضروري التحدث عنها».
- كتب معهد آين راند: «يقضي المشاركون ستين دقيقة ممتعة في الظلام، وهم يعلمون أن الفوائد المنقذة للحياة في الحضارة الصناعية هي مجرد مفتاح ضوئي... انسوا ساعة واحدة بسيطة مع إطفاء الأنوار فقط. ماذا عن شهر الأرض ... حاول قضاء شهر في الارتجاف في الظلام دون تدفئة أو كهرباء أو تبريد، بدون محطات طاقة أو مولدات، بدون أي من المنتجات الموفرة للعمالة والموفرة للوقت، وبالتالي المنقذة للحياة التي تتيحها الطاقة الصناعية».[66]
- للتعبير عن دعمه الساخر لساعة الأرض، يريد تحالف تحسس الكربون المؤيد للكربون إعادة تسمية ساعة الأرض «ليالي التعتيم»، وأن تُعقد في الخارج في أقصر وأبرد يوم في العام «... لإعداد سكاننا لمواجهة ظلام الأيام المقبلة».[67]
- خلال ساعة الأرض 2010 في مدينة أوسيكاوبونكي في فنلندا، صدمت راكبة دراجة نارية تبلغ من العمر 17 عامًا رجلاً يبلغ من العمر 71 عامًا كان يسير في الشارع بدلاً من الرصيف لسبب غير معروف. وتوفي الرجل متأثرا بجراحه فيما لم تصب راكبة الدراجة النارية وراكبتها. في وقت وقوع الحادث، وقد تم إطفاء أضواء الشوارع كجزء من ساعة الأرض. وذكرت الشرطة أن عدم وجود إنارة في الشوارع ربما يكون قد لعب دورًا في الحادث، في حين يعتقد العمدة أن أضواء شوارع المدينة كانت ستصبح قاتمة للغاية بحيث لا تمنعها حتى لو كانت مضاءة.[68][69]
- زعم جيريمي كلاركسون المضيف السابق لبرنامج بي بي سي للسيارات توب جير، أنه يقوم بتشغيل جميع العناصر الكهربائية في منزله احتجاجًا على التأثير الملحوظ لساعة الأرض، مدعيًا أن الحدث لن يكون له أي تأثير يذكر على المواقف تجاه تغير المناخ.[70]

## وصلات خارجية
- ساعة الأرض - الموقع الرسمي العالمي
- - الموقع الرسمي للأطفال
- ساعة الأرض الأمريكية - الموقع الرسمي الأمريكي
- ساعة الأرض الرومانية - الموقع الرسمي الروماني